# Minamoto no Yoshiie
Minamoto no Yoshiie est un nom japonais traditionnel ; le nom de famille (ou le nom d'école), Minamoto, précède donc le prénom (ou le nom d'artiste).
Minamoto no Yoshiie (源義家, 1039-4 août 1106), aussi connu sous le nom de Hachimantarō, est un samouraï du clan Minamoto de la fin de l'époque de Heian et chinjufu-shōgun (commandant en chef de la défense du Nord). Fils aîné de Minamoto no Yoriyoshi, il fait ses preuves au combat contre le clan Abe durant la guerre de Zenkunen (« guerre des neuf premières années ») et contre le clan Kiyohara dans la guerre de Gosannen (« guerre des trois dernières années »). Par la suite, il devient une sorte de parangon de l'adresse et de la bravoure des samouraïs.

## La guerre de Zenkunen
En 1050, Abe no Yoritoki exerce la fonction de chinjufu-shōgun, dévolue depuis des générations au clan Abe. Il est le commandant en chef de la défense du Nord de Honshū contre les Ezo (Aïnous). En réalité cependant, Yoritoki commande toute la région, niant au gouverneur officiel tout véritable pouvoir. En conséquence, le père de Yoshiie est nommé à la fois chinjufu-shōgun et gouverneur, et Yoshiie se rend avec lui dans le nord pour résoudre la situation.
La campagne contre le clan Abe dure douze ans (neuf, avec une trêve de trois ans). Yoshiie combat avec son père dans presque, si ce n'est toutes, les batailles. Abe no Yoritoki meurt en 1057 mais son fils Abe no Sadato reprend le commandement des forces de son père.
Les combats atteignent un point culminant en 1062 dans une série d'actions qui renforcent la réputation de Yoshiie. Abe no Sadato attaque les forces de Minamoto, mais victime d'un retournement de situation, se retire dans un fort près de la rivière Kuriya. Yoriyoshi ordonne un vigoureux assaut sur le fort et y met le feu, forçant Sadato à fuir. Pendant la retraite désordonnée, Yoshiie est censé poursuivre Sadato et a avec son ennemi un échange impromptu de renga (vers liés) tandis que tous deux chevauchent, lui permettant ensuite de s'échapper, tel que le relate le Mutsu waki (L'Histoire de Mutsu) :

« Hachimantarō, fils ainé de Yoriyoshi, [le] poursuit le long de la rivière Koromo et crie : “Seigneur, vous montrez votre dos à votre ennemi ! N'avez-vous pas honte ? Retournez-vous une minute, j'ai quelque chose à vous dire.” Quand Sadato fait volte-face, Yoshiie dit :
Koromo no tate wa hokorobinikeri.
(“Le château de Koromo est détruit” ou, autre lecture, “Les lisses de votre manteau sont défaits.”)
Sadato détend un peu ses rênes et tournant sa tête casquée, enchaîne :
Toshi o heishi ito no midare no kurushisa ni.
(“Au fil des ans ses fils se sont enchevêtrés et cela me chagrine.”)
Entendant cela, Yoshie range la flèche qu'il se prépare à lancer et retourne à son camp. Au milieu d'une bataille sauvage, c'est un geste de gentilhomme. »

Yoshiie retourne à Kyoto au début de 1063 avec les têtes d'Abe no Sadato et de bien d'autres. En raison de ses spectaculaires prouesses au combat, il gagne le nom de Hachimantarō, qui le compare au fils de Hachiman, le dieu de la guerre. L'année suivante, Yoshie prend comme serviteurs plusieurs partisans des Abe qu'il a capturés.

## La guerre de Gosannen
Plus de vingt ans plus tard, Yoshiie est commandant en chef dans un autre important conflit de l'époque de Heian. Au début de 1083, il combat la famille Kiyohara, qui s'est battue avec lui et son père contre les Abe mais qui s'est depuis révélée piètre dirigeante des provinces du Nord.
Nommé gouverneur de la province de Mutsu en 1083, Yoshiie prend sur lui, sans ordre de la cour impériale, d'apporter un peu de paix et d'ordre dans la région. Une succession de différends entre Kiyowara no Masahira, Kiyowara no Narihira et Kiyowara no Iehira relativement à la conduite du clan a dégénéré en violences.
Il s'ensuit une série de batailles et d'escarmouches entre les forces de Yoshiie et celles des différentes sous-factions Kiyowara. La situation atteint son paroxysme en 1087, aux palanques de Kanazawa. Yoshiie, avec son frère cadet Minamoto no Yoshimitsu et Fujiwara no Kiyohira, prend d'assaut la position tenue par Kiyowara no Iehira et son oncle Kiyowara no Takahira. Après plusieurs mois de tentatives infructueuses et d'escarmouches, la palissade est mise à feu et les Kiyowara vaincus. Takahira et Iehira sont tués mais les forces de Minamoto subissent aussi de grandes pertes.
La réputation de Yoshie est celle d'un chef aux qualités particulièrement éprouvées qui sait conserver le moral des troupes et préserver un haut degré de discipline parmi les guerriers.